# Agua Salada (Ignacio Escudero)
Agua Salada es una localidad peruana ubicada en el distrito de Ignacio Escudero, perteneciente a la provincia de Sullana del departamento de Piura, al norte del Perú. 

## Ubicación
Agua Salada se ubica al oeste de la provincia de Sullana, en el distrito de Ignacio Escudero, en el departamento de Piura. 

## Demografía
En 2017 Agua Salada tenía una población de 2 habitantes.